# PGC 129695
LEDA/PGC 129695 ist eine linsenförmige Galaxie vom Hubble-Typ S0 im Sternbild Indianer am Südsternhimmel. Sie ist schätzungsweise 236 Millionen Lichtjahre von der Milchstraße entfernt. Vermutlich bildet sie gemeinsam mit NGC 6970 ein gravitativ gebundenes Galaxienpaar.